# Ana Gracia
Ana Gracia Soler (Tamarite de Litera, Huesca, 16 de febrero de 1959) es una actriz española.
Cuenta con una extensa trayectoria profesional en todos los ámbitos interpretativos: teatro, cine, televisión, etc. No obstante, la popularidad le ha venido más de la mano de la televisión gracias a sus intervenciones en series como Compañeros o Motivos personales. Ana Gracia ha trabajado en cine con directores de la talla de Pilar Miró, Julio Medem o Cesc Gay. También es profesora de la escuela Juan Carlos Corazza.

## Filmografía

### Cine

#### Películas
- Cuerpo a cuerpo (1982), de Paulino Viota.
- Adolescencia (1982), de Germán Lorente.
- Tac-tac (1982), de Luis Alcoriza.
- Le llamaban J.R. (1982), de Francisco Lara Polop.
- Delirium (1983), de Luis Albors y Antonio Navarro.
- J.R. contraataca (1983), de Francisco Lara Polop.
- Muñecas de trapo (1984), de Jorge Grau.
- La vaquilla (1985), de Luis García Berlanga.
- La reina del mate (1985), de Fermín Cabal.
- Réquiem por un campesino español (1985), de Francesc Betriu.
- El pecador impecable (1987), de Augusto Martínez Torres.
- Tu novia está loca (1988), de Enrique Urbizu.
- Collar de sangre (1991)
- Silencio mortal (1991), de Jorge Alberto Cano Jr.
- Operación Tijuana (1991), de Kelly Dios.
- Seducción sangrienta (1992), de Aldo Monti.
- La ardilla roja (1993), de Julio Médem.
- El pájaro de la felicidad (1993), de Pilar Miró.
- Todos los hombres sois iguales (1994), de Manuel Gómez Pereira.
- La niña de tus sueños (1995), de Jesús R. Delgado.
- A tiro limpio (1996), de Jesús Mora.
- El invierno de las anjanas (2000), de Pedro Telechea.
- Krámpack (2000), de Cesc Gay.
- Menos es más (2000), de Pascal Jongen.
- Otra ciudad (2002) (TV), de César Martínez Herrada.
- Viento del pueblo: Miguel Hernández (2002) (TV), de José Ramón Larraz.
- Bestiario (2002), de Vicente Pérez Herrero.
- Imagining Argentina (2003), de Christopher Hampton.
- La madre de mi marido (2004) (TV), de Francesc Betriu.
- Arena en los bolsillos (2006), de César Martínez Herrada.
- Cabeza de perro (2006), de Santi Amodeo.
- Vidas pequeñas (2008), de Enrique Gabriel.
- Camino (2008), de Javier Fesser.

#### Cortometrajes
- Detrás de cada día (1980), de Carlos Taillefer.
- Desaliñada (2001), de Gustavo Salmerón.
- Uno más, uno menos (2002), de Antonio Naharro y Álvaro Pastor.
- Demonios de corta vista (2004), de Javier Kuhn.
- Alba (2005), de Nacho Rubio.
- Corrientes circulares (2005), de Mikel Alvariño.

### Televisión

#### Personajes fijos
- El mayorazgo de Labraz (1983). TVE. Como Blanca.
- El jardín de Venus (1983-1984). TVE.
- Página de sucesos (1985-1986). TVE. Como María Luisa.
- Gatos en el tejado (1988). TVE.
- Hasta luego cocodrilo (1992). TVE.
- Mar de dudas (1994) (TVE). Como Elena.
- El destino en sus manos (1995). TVE.
- Compañeros (1998-2000). Antena 3. Como Diana.
- Motivos personales (2005). Telecinco. Como Berta Pedraza.
- C.L.A. No somos ángeles (2007). Antena 3. Como Alicia Garzón.
- 90-60-90, diario secreto de una adolescente (2009). Antena 3. Como Raquel Serrano.
- Tormenta (2013). Miniserie. Antena 3. Como Marcela.
- La embajada (2016). Antena 3. Como Elena Ferrán.
- La zona (2017). Movistar+. Como abogada de Zoe.
- Vergüenza (2019). Movistar+. Como Esperanza.
- HIT (2020). TVE. Como Lourdes.
- Los favoritos de Midas (2020). Netflix. Como Pilar Robles.
- Cardo (2021). Atresplayer Premium. Como Abogada
- 4 estrellas (2023 - 2024). La 1. Como Rita Vázquez Serrano.

#### Personajes episódicos
- Teatro estudio Capítulo: "Pepa Doncel" (1981) (TVE).
- Escrito para TV Capítulo: "Querido insensato" (1984) (TVE).
- La comedia dramática española (1986). TVE.
- Delirios de amor Capítulo: "El escritor de escritores" (1989). TVE.
- Primera función (1989). TVE.
- Raquel busca su sitio Capítulo: "El país de los sueños" (2000). TVE.
- Paraíso Capítulo: "Secretos" (2000). TVE. Como Pilar
- El comisario Capítulos: "Lazos familiares" y "Bisturí"(2001) (Telecinco).
- Hospital Central Capítulo: "Estrellas fugaces" (2006) (Telecinco). Como Maite
- Cuenta atrás Capítulo: "Finca Secret Valley, 23:15 horas" (2007) (Cuatro). Como Madre de Dani
- Aída Capítulo: "La que se adivina" (2008) (Telecinco). Como Caye (Cayetana)
- Los misterios de Laura Capítulo: "El misterio del hombre que nunca existió" (2011) (La 1). Como Leticia Villar.
- Pequeñas coincidencias Capítulo: "Volver, volver..." (2021) (Amazon Prime Video). Como Abogada.

### Teatro
- Las mujeres sabias (1984), de Molière
- Por los pelos, dirigida por Pere Planella
- Así que pasen cinco años, de Federico García Lorca, dirigida por Miguel Narros
- Edmond, David Mamet dirigida por María Ruiz
- El caballero de Olmedo, de Lope de Vega dirigida por Miguel Narros
- Don Juan último, dirigida por Bob Wilson
- El mercader de Venecia, de Shakespeare dirigida por José Carlos Plaza
- La doble inconstancia, de Marivaux dirigida por Miguel Narros
- Mucho ruido y pocas nueces, de Shakespeare, dirigida por Juan Carlos Corazza
- Mujeres al vapor, dirigida por Consuelo Trujillo
- Familia, de F. León dirigida por Carles Sans
- Una habitación luminosa llamada día, de Kushner dirigida por Gerry Mulgrew
- Gatas dirigida por Manuel G.
- Casa de muñecas, de Ibsen dirigida por Amelia Ochandiano
- Comedia y sueño, de Federico García Lorca dirigida por Juan Carlos Corazza
- Comedia y sueño, la mentira más hermosa, de Federico García Lorca y Shakespeare dirigida por Juan Carlos Corazza
- Hambre, locura y genio, de Strindberg dirigida por Juan Carlos Corazza
- De corazón y alma, adaptación teatral sobre textos de Elena Fortún y Carmen Laforet dirigida por Rosa Morales